# Nicolae Gh. Bălan
Nicolae Gh. Bălan (n. 6 aprilie 1913, Săcălușești, Agapia, județul Neamț) a fost un microbiolog și agrobiolog român, recunoscut pentru contribuțiile sale în domeniul microbiologiei solului și al biopreparatelor agricole. Fost student al savantului Haralamb Vasiliu la Facultatea de Agronomie din Iași, Bălan a fost un pionier în cercetarea micropopulației solului și a simbiozei bacteriene, dezvoltând biopreparate precum Nitragin, care au avut un impact semnificativ în practica agricolă.

## Biografie
Nicolae Gh. Bălan s-a născut la 6 aprilie 1913 în satul Săcălușești, comuna Filioara (astăzi Agapia), județul Neamț, într-o familie de gospodari moldoveni, în apropierea mănăstirilor Văratic, Agapia din Deal și Sihla. Între 1937 și 1941, a urmat cursurile Facultății de Agronomie și ale Facultății de Științe Naturale din Iași. S-a remarcat ca un student meritoriu, fiind cooptat în 1938 de dr. George Bujorean, de la catedra de botanică, ca preparator-colaborator pentru cercetări asupra florei și vegetației din zona Ozana-Cracau, datele colectate fiind utilizate pentru teza sa de licență.
În contextul evenimentelor din 1940-1941, Bălan a fost nevoit să părăsească Iașiul și Chișinăul, refugiindu-se la Timișoara, unde Facultatea de Agronomie din Iași și Facultatea de Științe Naturale din Cluj fuseseră evacuate. Aici a audiat cursuri de Geobotanică (prof. Al. Borza), Biologie generală (prof. R. Codreanu) și Fiziologie vegetală (prof. Em. Pop). Între 1941 și 1944, a participat ca ofițer de rezervă la războiul împotriva Uniunii Sovietice, continuând să cerceteze flora și vegetația din Ucraina.
După întoarcerea din război, în 1944, la propunerea academicianului Gh. Ionescu-Șișești, a fost numit asistent la Catedra de Botanică a Facultății de Agronomie din București, sub conducerea prof. dr. Ana Paucă. În 1948, a fost promovat șef de lucrări datorită pregătirii și activității sale. A asistat la cursurile profesorilor Gh. Ionescu-Șișești (Agrotehnică) și N. Cernescu (Știința Solului), colaborând cu aceștia la studii asupra buruienilor din culturile agricole și la cercetări geobotanice pe traseul viitorului Canal Dunăre-Marea Neagră, alături de prof. P. Enculescu. În 1951, a devenit conferențiar la Institutul Agronomic din Iași, predând cursuri de Botanică la Facultățile de Zootehnie, Agronomie și Horticultură. A contribuit la organizarea Grădinii Botanice din Iași, insistând ca aceasta să fie amplasată în actualul perimetru, nu pe șesul Bahluiului, așa cum doreau autoritățile locale. A participat și la cursurile de Pedologie ale prof. N. Bucur, colaborând cu acesta și cu Gh. Drugoci la un studiu agroeconomic pentru fostul IAS Cărbuna, zona Târgu Neamț.
A fost apreciat de colegi și superiori pentru calitățile sale profesionale și umane. Academicianul Gh. Ionescu-Șișești i-a trimis o scrisoare în care își exprima afecțiunea și admirația:
„Iubite Domnule Bălan,  
Am primit scrisoarea d-tale din 20.04 de la Iași și mă bucur din toată inima că peregrinările d-tale au luat sfârșit și că te găsești în sfârșit, în condiții de muncă, care să-ți dea satisfacția meritată, după pregătirea d-tale și după alesele calități sufletești pe care le ai. Îți mulțumesc pentru urările d-tale și pentru atașamentul credincios pe care mi-l păstrez, și eu, la rândul meu, te asigur de afecțiunea și prețuirea statornică pe care o am pentru dumneata și care nu vor slăbi niciodată. Am avut în vremea din urmă unele lovituri dure, pe care trebuie să le îndur cu stoicism. Colegi invidioși și foarte nerăbdători să-mi ia locul, nu-mi dau pace și sub pretext că mă ajută mă stânjenesc în muncă și în devotamentul ce am pentru școală și studenți. Cu salutări cordiale,  
G. Ionescu-Șișești”
Bălan a continuat să cerceteze și după pensionarea sa în 1975, colaborând cu Institutul de Pedologie din București.

## Activitate științifică și publicistică
Nicolae Gh. Bălan a adus contribuții majore în microbiologia solului și agrobiologie, fiind un pionier în dezvoltarea biopreparatelor agricole. A efectuat cercetări geobotanice în zona inundabilă a Dunării (Gruia-Tulcea) și în bazinul Argeșului, contribuind la elaborarea monumentalei lucrări „Flora României” (13 volume). A participat la realizarea monografiei „Humulești - Ion Creangă” (două volume), redactând capitolele despre condiții climatice, faună, floră, culturi agricole și plante de leac.

## Cercetări în microbiologia solului
Bălan și-a concentrat activitatea asupra microbiologiei solului, lucrând încă din 1944 la laboratorul de Microbiologia Solului al ICAR, sub conducerea prof. dr. N. Hulpoi. A studiat micropopulația solului (bacterii, fungi, actinomicete, alge, protozoare), evidențiind influența acesteia asupra fertilității. În 1946, a prezentat observații care arătau că numărul microorganismelor descrește în profunzime, recomandând practici agricole precum amestecarea straturilor de sol la plantarea pomilor pentru a favoriza relațiile metabolice dintre plante și microorganisme. Aceste cercetări au avut un impact semnificativ în pomicultură.
După o specializare la Institutul „I. Cantacuzino” din București, în 1955 a fost numit șef al Sectorului de Cercetare din Cadrul Centrului de Preparate Microbiologice. A coordonat șase laboratoare, dezvoltând biopreparate precum Azotobacterin, Fosforobacterin, Silicobacterin, Lactobacterin, Pectinobacterin, Miceliu de ciuperci albe și Nitragin, precum și culturi de drojdii furajere și bacterii pentru conservarea legumelor. A elaborat procedee tehnologice pentru producția industrială a acestor biopreparate, publicând rezultatele în trei volume de lucrări științifice (1957-1960).
Între 1956 și 1983, a colaborat cu ICCPT Fundulea și Institutul de Pedologie din București, publicând numeroase lucrări de microbiologie în analele acestor institute. A inițiat experiențe de omologare a culturilor bacteriene pentru soia în patru centre de încercare. Cercetările sale asupra simbiozei bacteriene, în special selecția bacteriilor pentru Nitragin, au demonstrat că tratarea semințelor activează simbioza, dublând adesea producția și sporind conținutul de proteine din boabe. Tulpinile și preparatele sale bacteriene au fost superioare celor din alte țări (Cehoslovacia, URSS, SUA), fiind solicitate la export. După pensionare, a continuat cercetările, obținând succese în utilizarea micorizelor în cultura arborilor fructiferi.
Bălan a prezentat comunicări la conferințe internaționale, precum Congresul de la Cambridge, Anglia (1974), și Bornholm, Danemarca (1975). A fost colaborator al International Biological Programme, iar colecția sa de bacterii simbiotice a fost publicată în „World Catalogue of Rhizobium Collection” de Institutul de Microbiologie din Santa Lucia, Australia.